# Jinzaburō Takagi
Jinzaburō Takagi (jap. 高木 仁三郎, Takagi Jinzaburō; * 18. Juli 1938 in Maebashi; † 8. Oktober 2000) war ein japanischer Chemiker mit dem Spezialgebiet Kernchemie.
Takagi schloss 1961 sein Studium der Naturwissenschaften an der Universität Tokio  ab. Von 1969 bis 1973 war er an der Präfekturuniversität Tokio (heute Tokyo Metropolitan University) als Assistenzprofessor tätig. Er war 1972 Gastphysiker der Max-Planck-Gesellschaft.
Nach seinem Rücktritt gründete er 1975 das private Institut für Physik Genshiryoku Shiryō Jōhōshitsu (原子力資料情報室, engl. Citizens’ Nuclear Information Center, CNIC) und warnte vor der Gefährlichkeit der Atomkraft. Er hat schon 1995 auf die Unkontrollierbarkeit der nuklearen Kraft bei großen Erdbeben und Tsunamis hingewiesen. 1997 erhielt er mit Mycle Schneider den Right Livelihood Award.